# Список эпизодов телесериала «Укушенная»
Список эпизодов канадского телесериала «Укушенная», который выходил в эфир с 13 января 2014 года по 18 апреля 2016 года. Сериал снят по одноимённому роману Келли Армстронг, входящему в цикл «Женщины из иного мира».

## Обзор сезонов
| Сезон | Сезон | Эпизоды | Оригинальная дата показа | Оригинальная дата показа |
| Сезон | Сезон | Эпизоды | Премьера сезона          | Финал сезона             |
| ----- | ----- | ------- | ------------------------ | ------------------------ |
|       | 1     | 13      | 13 января 2014           | 7 апреля 2014            |
|       | 2     | 10      | 7 февраля 2015           | 13 апреля 2015           |
|       | 3     | 10      | 12 февраля 2016          | 18 апреля 2016           |

## Список серий

### Сезон 1 (2014)
| № общий | № в сезоне | Название                  | Режиссёр        | Автор сценария  | Дата премьеры   | Зрители в Канаде (млн) |
| --- | ---------- | ------------------------- | --------------- | --------------- | --------------- | ---------------------- |
| 1 | 1          | «Summons» «Вызов»         | Брэд Тёрнер     | Деган Фриклинд  | 13 января 2014  | 0,27                   |
| Елена Майклз, пытаясь убежать от своей истинной сущности, старается почти не обращаться в волка и из-за этого обращения порой происходят в самый неподходящий момент. Тем временем недалеко от Стоунхейвена оборотень-одиночка убивает девушку, тем самым нарушая правила, установленные родной стаей Елены. Джереми Дэнверс принимает решение собрать всех членов стаи, чтобы сообща выследить нарушителя. После долгих раздумий Елена принимает решение поехать и помочь стае. |            |                           |                 |                 |                 |                        |
| 2 | 2          | «Prodigal» «Блудная дочь» | Брэд Тёрнер     | Деган Фриклинд  | 20 января 2014  | N/A                    |
| Вернувшись в поместье, Елена вспоминает некоторые моменты из прошлой жизни, а тем временем в городке пропадает ещё одна девушка. Елена порывается начать поиски, но Джереми уговаривает её подождать остальных. Клэй всеми силами пытается вернуть расположение Елены, но она старается держаться от него как можно дальше. Все члены стаи хотят, чтобы Елена осталась в Стоунхейвене, и пытаются напомнить ей о том, что это её дом, надеясь, что хороших воспоминаний об этом больше, чем плохих. Когда приезжает Логан, Джереми делит стаю на команды, чтобы как можно быстрее обыскать город. Елена вместе с Клэйтоном и Ником, осматривая промзону находит логово оборотня-одиночки. После этого она решает вернуться в Торонто, предоставив дальнейшие действия остальным, но на полпути её останавливает Ник, который нашёл на территории Стоунхейвена убитого ребёнка. |            |                           |                 |                 |                 |                        |
| 3 | 3          | «Trespass» «Вторжение»    | Энди Микита     | Дэнис Макграт   | 27 января 2014  | N/A                    |
| Охотники находят труп ребёнка на территории Стоунхейвена и между ними и Дэнверсами происходит стычка. Елена решает остаться и найти оборотня-одиночку. По просьбе Джереми Ник связывается с Карлом Марстеном, оборотнем, знающим многое об одиночках, с его помощью Джереми надеется выяснить, кто укусил этого оборотня и с какой целью. Карл соглашается помочь, но при определённом условии. Филипп присылает в Стоунхейвен любимые цветы Елены, и та вынуждена рассказать Джереми о своих отношениях в Торонто. В поисках одиночки Елена и Клэй направляются в клуб, где Елена находит его. Не справившись с эмоциями, одиночка обращается в волка, кусает человека и убивает очередную девушку. Затем он выбегает на улицу, где его сбивает машина. Елена и Клэй возвращаются за укушенным парнем, которого Елена предлагает отвезти в Стоунхейвен, но у Клэя своё мнение на этот счёт. Тем временем в Торонто Филипп встречается с потенциальным заказчиком, а его мать пытается найти подвох в поведении Елены. Елена и Логан возвращаются в Торонто и Филипп приглашает Логана с его девушкой на ужин. Покидая Стоунхейвен Антонио и Ник находят убитого Пита. |            |                           |                 |                 |                 |                        |
| 4 | 4          | «Grief» «Горе»            | Пол Фокс        | Грант Розенберг | 3 февраля 2014  | N/A                    |
| Елена и Логан возвращаются в Стоунхейвен. Стая решает найти и наказать убийцу Пита. Все эмоционально взвинчены и Клэйтон предлагает Елене пробежаться в обличье волков, а в конце пробежки между ними возникает притяжение, последствием которого стал поцелуй. Джереми винит себя в смерти Пита, и стая понимает, что недооценили нависшую угрозу. В городе пропадает один из охотников, Брекстон, его друг говорит, что тот собирался в Стоунхейвене искать свою собаку, подозрения жителей падают на Дэнверсов. В поисках нового одиночки Елена и Клэй находят комнату в мотеле, где тот остановился, там Елена находит дневник серийного убийцы. Они понимают, что кто-то намеренно обращает в оборотней убийц и настраивает их против стаи. Также они выясняют, что к этому причастны Закари Каин, оборотень, у которого раньше были проблемы с Клэем, и Карл Марстен, к которому они обращались за помощью. В Торонто к Логану приходит Дэниел Сантос, оборотень-одиночка, которого раньше Джереми изгнал из стаи. Он предлагает свою помощь, но взамен просит вернуть его обратно в стаю. |            |                           |                 |                 |                 |                        |
| 5 | 5          | «Bitten» «Укушенная»      | Энди Микита     | Деган Фриклинд  | 10 февраля 2014 | N/A                    |
| Флешбэк показывает историю знакомства Елены с Клэйтоном и его семьёй, и историю обращения Елены в оборотня. Елена порывается самостоятельно выследить хозяина дневника, но Джереми категорически против. Клэй решает пойти против приказа Джереми и помочь Елене найти место, где прячутся одиночки. На границе Стоунхейвена находят автомобиль, принадлежащий Брекстону и Джереми предлагает собрать поисковую команду и обыскать лес. Елена и Ник присоединяются к поискам. Обнаружив тело, они отвлекают остальных, Ник провоцирует драку, а в это время Елена в обличье волка перетаскивает тело за границы их владений. Из тюрьмы выпускают Виктора Олсона, его встречает Каин и предлагает отомстить Елене за время, поведённое им в тюрьме. Елена возвращается в Торонто и просит Джереми больше не звать её в Стоунхейвен. |            |                           |                 |                 |                 |                        |
| 6 | 6          | «Committed» «Приверженец» | Пол Фокс        | Карен Хилл      | 17 февраля 2014 | N/A                    |
| Филипп предлагает Елене съехаться и она принимает его предложение. Джереми пытается заручиться поддержкой семьи оборотней из Вашингтона, но Ник обнаруживает, что один из них убит, а второй пропал. В Стоунхейвен приезжает одиночка, услышавший, что стая ослабела и решивший занять в стае место вожака, но получает отпор вначале от Клэя, а во второй раз и от Джереми. После этого его запирают в подвале и Клэй пытает его, чтобы выяснить, кто пытается навредить стае. Девушка Логана беременна и они решают, что будут делать с этим. В Торонто все готовятся к свадьбе сестры Филиппа — Бекки, и Филипп предложил провести предпраздничную подготовку у него дома. На свадьбе Бекки появляется Дэниел Сантос и передаёт для Джереми послание. |            |                           |                 |                 |                 |                        |
| 7 | 7          | «Stalking» «Слежка»       | Т. У. Пикок     | Грант Розенберг | 24 февраля 2014 | N/A                    |
| Сантос звонит Дэнверсам и назначает встречу, принимая на себя вину за смерть семьи оборотней в Нью-Йорке. Дэнверсы соглашаются, определив место встречи, а после Джереми даёт задание обследовать место встречи для определения наблюдательных пунктов на случай непредвиденных обстоятельств. В Нью-Йорке Филипп заручается поддержкой своей бывшей, чтобы получить права на видео, где Елена и Логан в обличье волков убивают койота, чтобы использовать его в своей водочной компании. Пока они ищут нужного пользователя, Елена и Клэй занимают позиции возле места встречи, куда позднее попадает ещё одно послание Сантоса вместе с оборотнем Каином, жаждущего крови Клэя. Тем временем Джереми и Антонио попадают в засаду, где их обоих тяжело ранят ножом (использование ножа в сражении запрещено законами стаи). Логан и его девушка решают оставить ребёнка, Логан узнает, что его девушка раньше была беременна. Остальные члены стаи собираются в Стоунхейвене, где Антонио умирает от полученных ран. Выйдя на тропу войны, стая решает найти и убить волков-одиночек, для чего Клэй и Елена находят и запирают в клетку Каина. Джереми пытается излечиться от полученных ран, он теряет сознание и оборотни стаи понимают, что потеря крови тут ни при чём. |            |                           |                 |                 |                 |                        |
| 8 | 8          | «Prisoner» «Узник»        | Грант Харви     | Уил Змак        | 1 марта 2014    | N/A                    |
| Когда становится понятно что недомогание Джереми вызвано не кровопотерей а каким-то ядом, Елена отправляется на поиски девушки, участвующей в нападении. А Кай тем временем пытается выведать информацию у заключённого любыми способами. Ник улаживает дела, связанные со смертью Антонио. Филипп после просмотра видео и фото для рекламы начинает подозревать Елену в связи с Логаном. Елена находит подружку Каина и эта встреча заканчивается неожиданными гостями. В Стоунхейвен приходит полиция… |            |                           |                 |                 |                 |                        |
| 9 | 9          | «Vengeance» «Отмщение»    | Джон Фоусет     | Уилл Паскоу     | 8 марта 2014    | N/A                    |
| В Стоунхейвене все усиленно готовятся к приезду Джимми Конига. Филипп делится с сестрой своими подозрениями по поводу Елены, но она говорит что он придумывает. Логан узнаёт, что у них будет сын. Во время драки с Конигом появляется психопат и начинает охоту на Елену. Филипп приходит к Логану для объяснений и видит семейное фото стаи. Елена возвращается в Торонто и Джереми в целях безопасности отправляет Клэя с ней. После ухода Филиппа Логан получает подарок… |            |                           |                 |                 |                 |                        |
| 10 | 10         | «Descent» «Наследие»      | Джеймс Даннисон | Джулия Коэн     | 15 марта 2014   | N/A                    |
| Перед отъездом в Торонто Елена ставит все точки над «i» с Кайем. Джои объявляется, и Ник едет за ним. Логан рассказывает Елене и Каю о ребёнке и о подозрениях Филиппа. Диана готовит выставку Елены. Ник и Джереми допрашивают Джои о похищении, Джереми сомневается в словах Джои. Логан отправляется в Стоунхейвен чтобы рассказать о ребёнке. На выставке Елены появляется человек из её детства Виктор Олсен, который причинил ей много боли… |            |                           |                 |                 |                 |                        |
| 11 | 11         | «Settling» «Осадок»       | Джеймс Даннисон | Уил Змак        | 22 марта 2014   | N/A                    |
| После ссоры с Филиппом Елена очень взволнована. Кай пытается сдерживать её до приезда Джереми и Ника. Все переживают за Елену, так как Сантос охотится за ней. Джереми почти выехали, но тут приехала полиция. Логан пытается защитить Рейчел и ребёнка, предлагает уехать, но она против. Филипп объясняется с Еленой и делает ей предложение, но она отказывается. К Елене приходят незваные гости и нападают на Кая и Филиппа, Елене приходится защищать его в образе волка… |            |                           |                 |                 |                 |                        |
| 12 | 12         | «Caged» «В клетке»        | Келли Макин     | Уилл Паско      | 29 марта 2014   | N/A                    |
| Елена встречает Джереми и Ника, они возвращаются в Стоунхейвен, туда же отправляются тяжелораненый Логан и Рейчел. Пока Джереми и Елена оказывают помощь Логану, Ник пытается успокоить Рейчел. Сантос пытает Клэя, и предлагает Елене встретится. Джереми против этой встречи, и чтобы защитить Елену, сажает её в клетку. Но ей удается встретится с Сантосом и после разговора, она спасает Филиппа и просит его уехать, чтобы спастись. Затем она спасает Клэя. По возвращении домой, в разговоре с Джереми, Елена узнаёт, что Клэй укусил её для того, чтобы спасти, спасти от Джереми… |            |                           |                 |                 |                 |                        |
| 13 | 13         | «Ready» «Готовы»          | Ти Джей Скотт   | Деган Фриклинд  | 7 апреля 2014   | N/A                    |
| В Стоунхейвене все готовятся к битве. Ставят укрепления, продумывают защиту. Клэй и Елена выясняют отношения. Возвращается Логан, чтобы помочь. Затем из леса появляется связанная Рейчел. После битвы Елена убивает Сантоса, в стае появляется новый член. Из дома пропадает Рейчел и появляется голова Филиппа… |            |                           |                 |                 |                 |                        |

### Сезон 2 (2015)
| № общий | № в сезоне | Название                                | Режиссёр        | Автор сценария                   | Дата премьеры   | Зрители в Канаде (млн) |
| --- | ---------- | --------------------------------------- | --------------- | -------------------------------- | --------------- | ---------------------- |
| 14 | 1          | «Bad Blood» «Плохая кровь»              | Грант Харви     | Деган Фриклинд                   | 7 февраля 2015  | 0,40                   |
| Елена объявляет охоту за Малькольмом. Тем временем, в Стоунхейвене, Джереми получает ультиматум от Совета международных Альф. |            |                                         |                 |                                  |                 |                        |
| 15 | 2          | «Scare Tactics» «Тактика запугивания»   | Джеремайя Чечик | Уил Змак                         | 14 февраля 2015 | N/A                    |
| Клэй исследует таинственный символ, который может быть связан с колдовством, а остальные допрашивает Малкольма. Однако, когда оба запроса приводят всех к одному месту назначения, они сталкивается с тревожной истинности — ведьмы живут среди нас. |            |                                         |                 |                                  |                 |                        |
| 16 | 3          | «Hell’s Teeth» «Зубы ада»               | Джеймс Даннисон | Майкл Макленнан                  | 21 февраля 2015 | N/A                    |
| Когда новая угроза оказывается более мощной, чем ожидалось, Ковен несёт тяжёлые потери в противостоянии. |            |                                         |                 |                                  |                 |                        |
| 17 | 4          | «Dead Meat» «Мёртвая плоть»             | Джеймс Даннисон | Дженн Иглс                       | 2 марта 2015    | N/A                    |
| Елену пытают, берут у её разные пробы, подвергают различным испытаниям, проверяют её на выносливость и выдержку. Но всё это далёко не то, что нужно похитителям. Им не хватает ещё одной и пожалуй самой главной вещи — крови. Волчьей крови Елены. Сама же Елена до последнего сопротивляется, пока ей не начинают угрожать; либо кровь, либо смерть двоих людей — Рейчел и её не рождённого ребенка. Между тем, в Стоунхейвене ведьмы должны прибегать к темной магии в попытке разыскать своих пропавших без вести. |            |                                         |                 |                                  |                 |                        |
| 18 | 5          | «Rabbit Hole» «Кроличья нора»           | Брюс Макдональд | Деган Фриклинд                   | 9 марта 2015    | N/A                    |
| Для того, чтобы остаться в живых, Елена должна следовать руководству доктора Бауэра. Ковен пытаются выяснить, кто такой Алистер и где он находится. |            |                                         |                 |                                  |                 |                        |
| 19 | 6          | «Nine Circles» «Девять кругов»          | Брэдли Уолш     | Уил Змак                         | 16 марта 2015   | N/A                    |
| Алистер бросает галлюциногенное заклинание на Елену, заставляя её в бороться против своих собственных тёмных страхов и демонов. Между тем, Рэйчел запертая в клетке с Логаном, пытается прийти к согласию с тем, кто он есть. Клэй и Пейдж должны преодолеть свои личные разногласия. |            |                                         |                 |                                  |                 |                        |
| 20 | 7          | «Bad Dreams» «Плохие сны»               | Би Джей Шугар   | Ларри Бамбрик                    | 23 марта 2015   | N/A                    |
| Елена пытается пережить то что с ней сделал Алистер. Стая старается держать всё под контролем, когда Совет Альф собирается в Стоунхейвене. Ник и Пейдж, по пути домой, посещают городок где живёт мать Ника, тем самым, случайно, привозят опасность для себя и любимого человека. Совет Альф наконец то знакомится с самым известным в их кругах оборотнем, женщиной-оборотнем, Еленой. Все планы переворачиваются когда в Стоунхейвен неожиданно приезжает Саванна с плохими новостями. |            |                                         |                 |                                  |                 |                        |
| 21 | 8          | «Dark Arts» «Тёмные искусства»          | Рик Бота        | Майкл Макленнан                  | 30 марта 2015   | N/A                    |
| Имея тело одержимого Клэя, Алистер возвращается в Стоунхейвен, где он создает идеальные условия для похищения Саванны. Между тем, Клэй обнаруживает себя в ловушке его сознания, чего на самом деле не должно было случиться. В то же время Ковен считает что нужно поскорей провести обряд, что бы Саванна приобрела свой талисман, с помощью которого она сможет управлять своей силой. Алистеру это только на руку. Ещё он рассказывает Джереми секрет Елены. Также у Алистера есть обряд с помощью которого он сможет раз и навсегда уничтожить Клэя.                                                                                              |            |                                         |                 |                                  |                 |                        |
| 22 | 9          | «Scavenger’s Daughter» «Дочь мусорщика» | Грант Харви     | Гарфилд Линдси Миллер и Уил Змак | 6 апреля 2015   | N/A                    |
| В Стоунхейвене все в недоумении от того как мог Клэй выжить после Одержимости. Рут ощущает что уже началось Падение и что силы ведьм, во всем мире, слабеют. Рэйчел сообщает ужасную новость Логану. Клара забирает у Саванны её талисман. Логан развязывает драку и получает предложение посетить бойцовский клуб что бы он смог выпустить пар и дух. Джереми предлагает Рут использовать левую руку на Алистере. Елена, Клэй, Пейдж и Ник пытаются найти убежище Клары и Алистера. Логан в клубе натыкается на Закари Каина. А в то же время в Стоунхейвене выясняется что Падение влияет и на оборотней. Также Логан узнаёт что Рэйчел ему соврала. |            |                                         |                 |                                  |                 |                        |
| 23 | 10         | «Fine Temporum» «Конечная»              | Ти Джей Скотт   | Деган Фриклинд                   | 13 апреля 2015  | N/A                    |
| Все отправляются штурмовать здание Delphi, чтобы сохранить Саванну, ведьм и оборотней в финальной битве против Алистера и Клары. |            |                                         |                 |                                  |                 |                        |

### Сезон 3 (2016)
| № общий | № в сезоне | Название                                        | Режиссёр         | Автор сценария             | Дата премьеры   | Зрители в Канаде (млн) |
| --- | ---------- | ----------------------------------------------- | ---------------- | -------------------------- | --------------- | ---------------------- |
| 24 | 1          | «Family, of Sorts» «Семья родов»                | Дэвид Веллингтон | Деган Фриклинд             | 15 февраля 2016 | N/A                    |
| Для того, чтобы укрепить свою власть, Джереми поручил Елене, Клэю, и Нику собрать всех североамериканских оборотней в стаю. Но, когда неизвестный оборотень-снайпер стреляет в альфу, стая должна разыскать виновных. Между тем, Елена натыкается на таинственного незнакомца, у которого для её шокирующие новости.                                               |            |                                                 |                  |                            |                 |                        |
| 25 | 2          | «Our Own Blood» «Наша собственная кровь»        | Дэвид Веллингтон | Дженн Иглс                 | 22 февраля 2016 | N/A                    |
| Елена пытается справиться с таинственным оборотнем, претендующим на звание её отца. Клэй готовит Стонхейвен для возможного нападения испанцев. |            |                                                 |                  |                            |                 |                        |
| 26 | 3          | «Right Behind You» «Прямо за тобой»             | Джеймс Даннисон  | Уил Змак                   | 29 февраля 2016 | N/A                    |
| Роман пытается привезти как можно больше своих людей на территорию Джерими. Из-за того что в Стонхейвен заявился Роман, Антоновы должны снова бежать. Елена хочет помочь им скрыться. Джерими узнаёт о родстве Антоновых с Еленой. Елена просит Ника помочь её новой семье. Саша готовиться раз и навсегда покончить с Романом. Джерими отказывает Елене в помощи. |            |                                                 |                  |                            |                 |                        |
| 27 | 4          | «A Quiet Dog» «Спокойная собака»                | Джеймс Даннисон  | Ларри Бамбрик              | 7 март 2016     | N/A                    |
| Джереми пытается посредничать в переговорах, чтобы положить конец 30-летней кровной мести между Сашей и Романом. В то же время, Елена наблюдает за узником, Константином, который пытается выяснить, почему она защищает Сашу. |            |                                                 |                  |                            |                 |                        |
| 28 | 5          | «Of Sonders Weight» «Из Синдерс Вес»            | Би Джей Шугар    | Деган Фриклинд             | 14 март 2016    | N/A                    |
| Джереми приходится иметь дело с неудавшимся переговором между Романом и Сашей. Елена старается помочь поправиться Антонову, а он говорит ей правду о том, почему он оставил её 30 лет назад. Клэй и Алексей должны разыскать жертву нападения молодого волка. |            |                                                 |                  |                            |                 |                        |
| 29 | 6          | «Rule of Anger» «Правило гнева»                 | Джон Стид        | Уил Змак                   | 21 март 2016    | N/A                    |
| Елена и Клэй лицом к лицу с новым смертельным врагом. Катя делает отчаянный шаг, чтобы спасти свою семью. |            |                                                 |                  |                            |                 |                        |
| 30 | 7          | «On the Brink» «На грани»                       | Джеймс Даннисон  | Гарфилд Линдси Миллер      | 28 март 2016    | N/A                    |
| Ник, Пейдж и Рейчел с помощью магии пытаются отследить Катю, которая похитила Рокко. Клэй и Хорхе следят за альбиносом, но это заканчивается ещё большим кровопролитием. |            |                                                 |                  |                            |                 |                        |
| 31 | 8          | «Tili Tili Bom» «Раз, два, бум»                 | Джеймс Даннисон  | Ларри Бамбрик и Дженн Иглс | 4 апреля 2016   | N/A                    |
| Когда Елена и Клэй противостоят российскому ассасину, они быстро обнаруживают, что он всегда на два шага впереди. Между тем, Джереми получает помощь от неожиданного союзника, чтобы убить российского Альфу, Романа. |            |                                                 |                  |                            |                 |                        |
| 32 | 9          | «Shock the System» «Ударная системы»            | Натаниэль Гудман | Уил Змак                   | 11 апреля 2016  | N/A                    |
| В стае новой Альфа. Елена мобилизует войска, но когда она пытается поддержать скорбящего Сашу, их заманивают в ловушку. Клэй, Ник и Алексей стараются сохранить свою новую Альфа от судьбы хуже, чем смерть. |            |                                                 |                  |                            |                 |                        |
| 33 | 10         | «Truth Changes Everything» «Правда изменит все» | Натаниэль Гудман | Деган Фриклинд             | 18 апреля 2016  | N/A                    |